# أنفاق قناة السويس الجديدة
تُعرف بأنفاق قناة السويس أو أنفاق سيناء، وإنما هي في الحقيقة هي أنفاق الخير، فلأول مرة أصبح الوصول إلى سيناء لا يحتاج سوى دقائق معدودة وذلك من خلال أنفاق الإسماعيلية، كما أصبح تداول البضائع وحركة انتقالها بين شرق وغرب مدن القناة أكثر سهولة، وذلك عن طريق أنفاق بورسعيد.
في زمن قياسي، نفذت هيئة قناة السويس، عددا من الأنفاق والكباري العائمة، تصل إلى 10 أنفاق وكباري عائمة، بجانب تنفيذ الهيئة الهندسية لعدد من الكباري العائمة بأيادي أبنائها قد تم افتتاح البعض منها، فيما بات البعض الآخر جاهزا للافتتاح، وعلى رأسها أنفاق الإسماعيلية، التي افتتحها الرئيس عبد الفتاح السيسى ، بجانب عدد من المشروعات الضخمة بمحافظة الإسماعيلية، من بينها مدينة الإسماعيلية الجديدة.
أنفاق قناة السويس البالغ عددها 5 أنفاق، تتمثل في نفقي الإسماعيلية والتي تصل إلى سيناء ذهابا وإيايا في مدة زمنية تتراوح من 15-20 دقيقة، ونفقي بورسعيد والتي تربط غرب مدن القناة بشرقها لتسهيل حركة التجارة في منطقة إقليم قناة السويس، هذا بجانب، نفق الشهيد أحمد حمدي بالسويس.
فيما تتمثل الكباري العائمة الخمس والتي قضت على مشكلة التكدس والزحام بسبب المعديات، في كوبرى الشهيد أحمد المنسى في المنطقة 6 بالإسماعيلية، والثاني باسم الشهيد أبانوب جرجس في القنطرة، أما الكوبري الثالث فهو كوبرى طه زكى في سرابيوم، وكوبرى الشط في السويس، علاوة على، كوبرى النصر في بورسعيد.

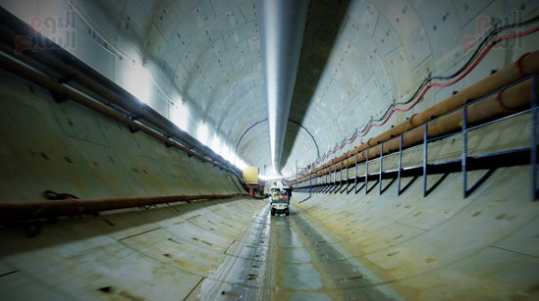
صورة لأحد الأنفاق

بتنفيذ الكباري العائمة والأنفاق الجديدة، بجانب كوبري السلام وكوبري الفردان ونقاط المعديات الأخرى الخاصة بقناة السويس، أصبح هناك 17 نقطة اتصال تربط سيناء بالضفة الغربية و«قلب» الوطن، يأتي على رأس تلك النقاط أنفاق الإسماعيلية، التي تصل بك إلى سيناء في مدة لا تتجاوز 20 دقيقة وبسرعة حدها الأقصى 60 كم/ ساعة، لتجد نفسك بعدها على «أرض الفيروز» وترى بشائر التنمية وقد بدأت تدب بها.

## المواصفات
صُممت أنفاق الإسماعيلية، بأيادى مصرية وخبرة عالمية في زمن قياسى، حيث لم تتجاوز مدة التنفيذ 3 سنوات، بتكلفة قدرها 12 مليار جنيه، وبسواعد 2500 عامل مهندس مصرى، أسفل سطح الأرض بعمق 70 مترا، وتحت سطح قناة السويس بعمق 53 مترا.
وقد تم تزويد الأنفاق في اتجاهيها بـ 23 غرفة طوارئ للأفراد على جانبى النفق، بهذه الغرف والتي توجد كل 250 مترا تقريبا بطول النفق سلم يصل إلى أسفل النفق، كما يوجد صدادات خرسانية بجانبى الطريق بعرض 60 سنتيمترا من الأسفل لحماية جسم النفق من أي اصطدام.
كل نفق من أنفاق الإسماعيلية، يحتوى على كاميرات مراقبة وأنظمة لمكافحة الحرائق، وممرات للطوارئ وإخلاء آمن للأفراد حال حدوث أي أعطال أو طوارئ، وذلك عن طريق غرف الطوارئ المذكورة في الفقرة السابقة، وبطول 12.5 متر، يوجد 4 ممرات عرضية تربط النفقين.
كما يحتوى النفق في كل اتجاه له على حارتين لمرور السيارات، عرض الواحدة منهما 3.70 مترا، وقد تحددت السرعة المسموح بها بالسير على النفق للسيارات بـ 60 كم/ ساعة، إذ أن تلك السرعات ستكون مراقبة بالرادار وستقع المخالفة المرورية على من يتجاوزها، لتخرج بعد ذلك من الجهة الأخرى للنفق وترى بشائر التنمية قد دبت في أرض سيناء.
الرحلة والعبور إلى سيناء من خلال أنفاق الإسماعيلية، تبدأ من المنطقة الأمنية خارج النفق والتي يتم بها إجراءات التفتيش، حيث تتضمن تلك المنطقة 10 نقاط تفتيشية بالأشعة لكل اتجاه من اتجاهى النفق أي بإجمالى 20 نقطة تفتيشية، ومخصص من تلك النقاط على كل اتجاه للنفق، 4 نقاط للسيارات الملاكى و6 نقاط أخرى للنقل الثقيل والأوتوبيسات.

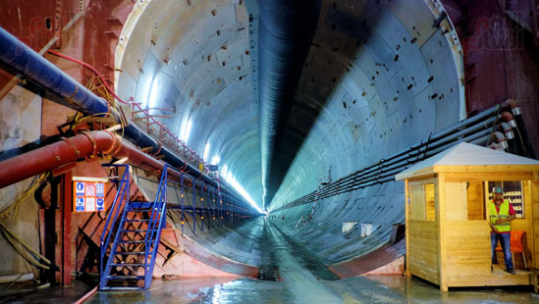
صورة لأحد الأنفاق

بعد تجاوز نقاط التفتيش، يتم الذهاب إلى بوابات دفع الرسوم، والتي تبعد أكثر من 2500 مترا من جسم النفق الرئيسى، منعا للزحام والتكدس المرورى أمام مدخل النفق، كما يوجد بمنطقة الرسوم والتفتيش ساحات للانتظار ومسجد ومنطقة خدمات للسيارات، ومبانٍ إدارية خاصة بعمليات التفتيش، وبانتهاء تلك الإجراءات، يبدأ الطريق للنفق والذي يصل بك إلى سيناء خلال دقائق معدودة.
أنفاق قناة السويس الجديدة أنفاق قناة السويس الجديدة
أنفاق سيناء الجديدة